# Szental György
Szental György, Szentál György Mihály Ferenc (Pest, 1822. április 9. (keresztelés) – Nyitra, 1877. október 1.) ügyvéd, író, országgyűlési képviselő.

## Életútja
Szental Ferenc és Szlávy Karolina fia. Pesten végezte tanulmányait és 1843-ban mint okleveles ügyvéd Nyitrára ment, ahol megyei tiszteletbeli aljegyzőnek választották. 1848-49. után hazafias érzelmei miatt nem tudott állást szerezni; ezért a zobori zárdába vonult. 1861-ben megyei főjegyzővé választották; de még azon évben lemondott hivataláról és ügyvédkedett. 1875-ben Nyitrán országgyűlési képviselővé választották. Meghalt 1877. október 1-jén Nyitrán, életének 55. évében. Örök nyugalomra helyezték 1877. október 3-án délután a nyitravárosi köztemetőben. Felesége Iványi Erzsébet volt.
Írt költeményeket a Koszorúba (1837), beszélyeket és cikkeket a Regélő Pesti Divatlapba (1843), az Életképekbe (1845), levele (Hon, 1865. 245. sz.).

## Kéziratban maradt fordított színművei
- Antony, szomj. 5 felv. Dumas Sándortól (előadatott Pesten először 1840. febr. 8.)
- Két korona, vigj. 1 felv. Moreau után (először Pesten 1840. júl. 25.)
- Lakváltoztatás, vígj. 3 felv. Lancelot után ford.